# Vadim Abramov
Vadim Abramov (Baku, 6 febbraio 1953) è un allenatore di calcio ed ex calciatore uzbeko, di ruolo centrocampista, allenatore della Dinamo Samarcanda.

## Palmarès

### Giocatore

#### Competizioni nazionali
- Pervaja Liga: 1

Tavrija: 1980

### Allenatore

#### Competizioni nazionali
- Coppa dell'Uzbekistan: 1

Lokomotiv Tashkent: 2014
- Supercoppa dell'Uzbekistan: 1

Lokomotiv Tashkent: 2015